# Katrin Schröder (Ruderin)
Katrin Schröder (* 10. Juli 1967 in Magdeburg) ist eine deutsche ehemalige Ruderin, die für die DDR antrat. Ihre Laufbahn begann sie als eine der ersten weiblichen Ruderinnen im Sportclub Magdeburg.
Bei den Junioren-Weltmeisterschaften 1984 in Jonköping und 1985 in Brandenburg/Havel, gewann Katrin Schröder im DDR-Achter die Goldmedaille. 
Bei den Weltmeisterschaften 1987 in der Erwachsenenklasse ruderte die 1,84 m große Ruderin vom SC Magdeburg mit dem DDR-Achter auf den vierten Platz. 1988 gewann Katrin Schröder bei den DDR-Meisterschaften den Titel im Zweier ohne Steuerfrau und wurde, aus dem bis dahin bestehenden Achter, in den Zweier ohne Steuerfrau umgesetzt, wo sie dann bei den Olympischen Spielen 1988 zusammen mit Kerstin Spittler im Zweier ohne Steuerfrau startete und den 4. Platz belegte. 
1989 gewann Katrin Schröder erneut den DDR-Meistertitel im Achter. Bei den Weltmeisterschaften 1989 in Bled siegte der rumänische Achter vor dem DDR-Achter in der Besetzung Martina Walther, Ramona Balthasar, Katrin Schröder, Anja Kluge, Annette Hohn, Ina Grapenthin, Ute Wild, Liane Justh und Steuerfrau Daniela Neunast.
Letztmals kam sie 1990 in Boston bei der 1. Ergoweltmeisterschaft, auf dem Ruderergometer ConseptII, auf den 2. Platz. Danach beendete sie ihre aktive Laufbahn als Ruderin.